# Calexico (musikgrupp)

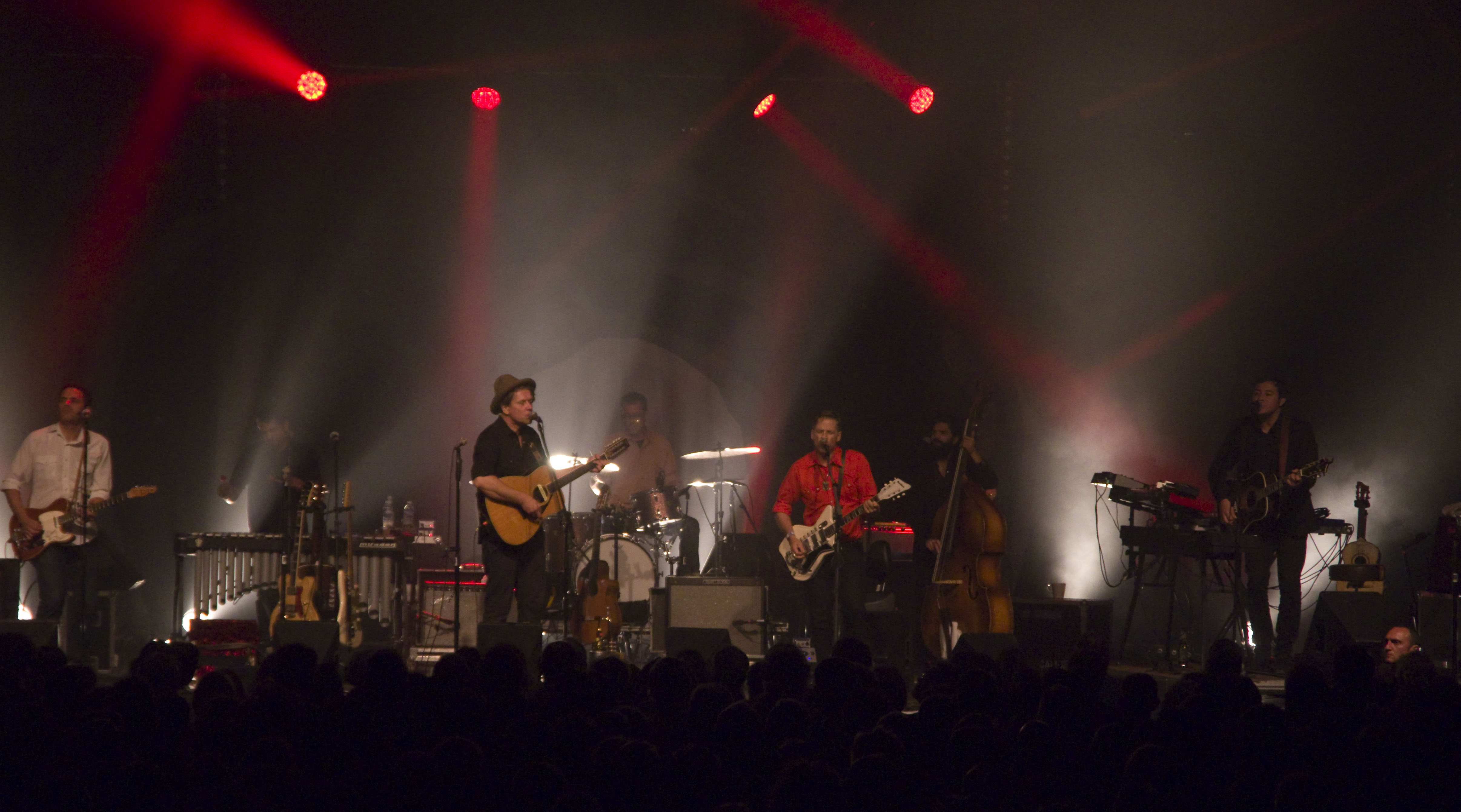
Zelt-Musik-Festival 2016 i Freiburg im Breisgau, Tyskland

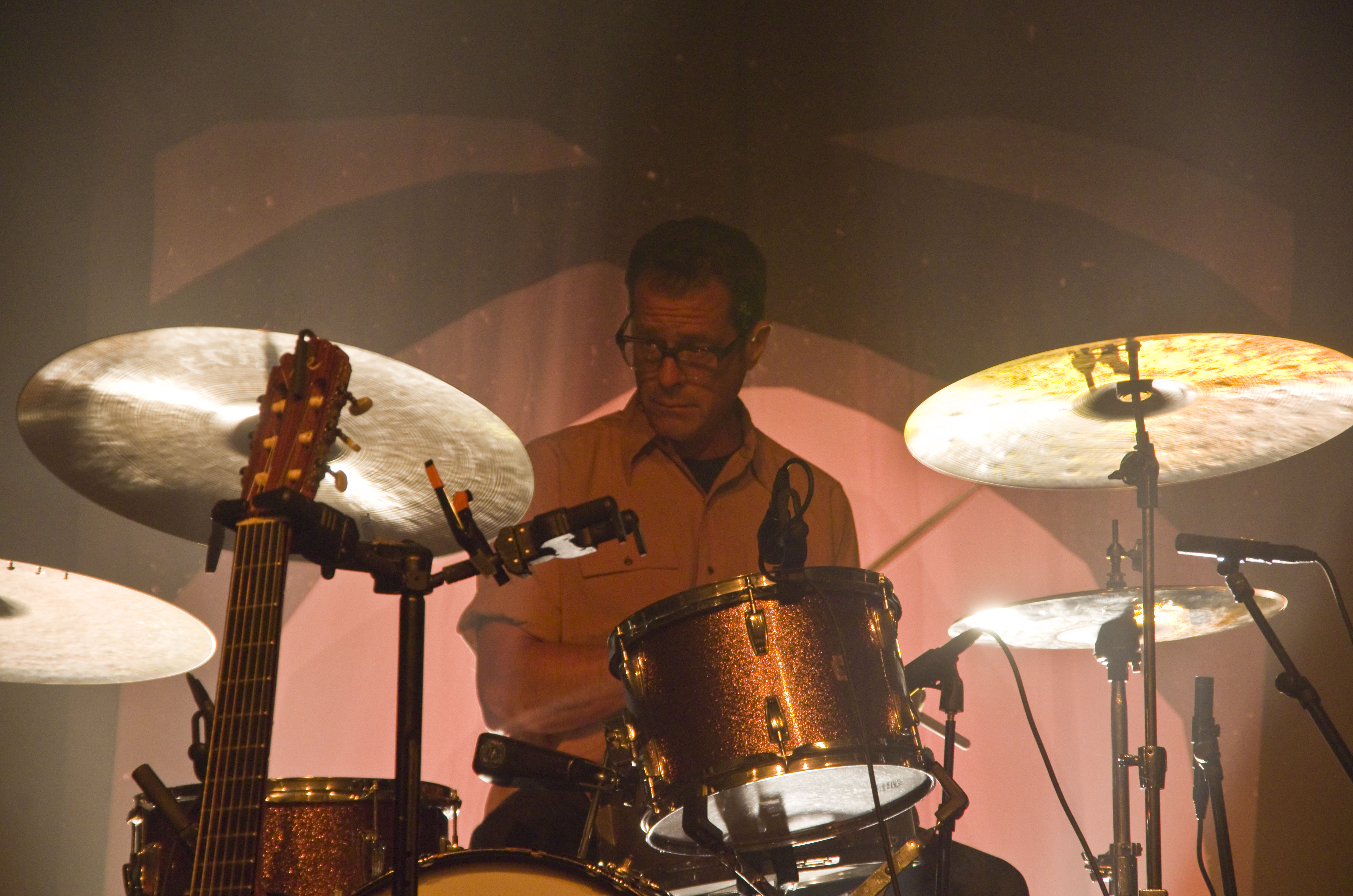
Zelt-Musik-Festival 2016

Calexico är en amerikansk musikgrupp från Tucson, Arizona, bildad i mitten av 1990-talet och uppkallad efter gränsstaden Calexico i sydöstra USA. De mest framträdande medlemmarna i gruppen är Joey Burns och John Convertino, som tidigare spelat tillsammans i banden Giant Sand och Friends of Dean Martinez.

## Medlemmar
Ordinarie medlemmar
- Joey Burns – sång, gitarr, basinstrument, cello, piano, keyboard, dragspel, slagverk, vibrafon
- John Convertino – trummor, slagverk, piano, vibrafon
- Paul Niehaus – pedal steel guitar, gitarr
- Jacob Valenzuela – trumpet, keyboard, vibrafon, sång
- Martin Wenk – trumpet, gitarr, keyboard, dragspel,  glockenspiel, vibrafon, munspel, fransk horn
- Volker Zander – ståbas, basgitarr

Turnerande medlemmar
- Sergio Mendoza – keyboard
- Ryan Alfred – basgitarr, sång

## Diskografi
Studioalbum
- 1997 – Spoke
- 1998 – The Black Light
- 2000 – Hot Rail
- 2003 – Feast of Wire
- 2006 – Garden Ruin
- 2008 – Carried to Dust
- 2012 – Algiers
- 2015 – Edge of the Sun
- 2018 – The Thread That Keeps Us

Livealbum
- 1999 – Road Map
- 2000 – Travelall
- 2001 – Aerocalexico
- 2002 – Scraping
- 2004 – World Drifts In
- 2005 – The Book and the Canal
- 2007 – Toolbox
- 2008 – Ancienne Belgique
- 2013 – Spiritoso
- 2013 – Ancienne Belgique Vol. 2

EP
- 2000 – Descamino
- 2000 – Ballad Of Cable Hogue
- 2001 – Even My Sure Things Fall Through
- 2004 – Convict Pool
- 2004 – Black Heart
- 2005 – In the Reins (med Iron & Wine)
- 2013 – Maybe On Monday

Singlar
- 2001 – "Clothes Of Sand" / "New Partner" (delad single med The Frames)
- 2004 – "Live In The KFJC Pit" (delad singel med Camper Van Beethoven)
- 2006 – "The Guns of Brixton" / "Interior of a Dutch House" (delad singel med Beirut)